# 十八般武藝 (電影)
《十八般武藝》（英語：Legendary Weapons of China），是1982年邵氏出品的一部香港功夫喜劇電影，由劉家良自編自導自演，其他演員包括小侯、傅聲、惠英紅、劉家輝、劉家榮。電影故事以清朝末年義和團為背景。本片獲提名第2屆香港電影金像獎最佳武術指導。

## 簡介
《十八般武藝》在開壇、作法、降頭、上身等橋段中，展示了包括長兵器（大刀、長槍），短兵器（刀、劍），軟兵器（三節棍），重兵器（大鈀）等十八般武器的特色。動作演員班底為在劉家良帶領下的劉家班，包括劉家榮、劉家輝、劉家良愛徒小侯等，以及武打明星陳觀泰、傅聲、武打女星惠英紅，在當年被譽為劉家班最佳陣營的功夫片。

## 劇情
神打宗師雷公（劉家良 飾）被大太監李蓮英（王清河 飾）遣往雲南設立義和團分部以抗洋人，但雷公因不忍年輕弟子以血肉之軀在洋人軍火下白白送死，於是違背朝廷之令解散了他主理的雲南分部，之後隱姓埋名隱居鄉間。可是數年之後，李蓮英指示義和團中的茅山、術士、神打三壇中的幾位高手鐵猴（小侯 飾）、方少卿（惠英紅 飾）、神打地壇（劉家輝 飾）以及雷公親弟雷勇（劉家榮 飾）追殺叛變的雷公。神打壇的女弟子方少卿與術士壇的鐵猴先後為雷公轉變陣營，但三壇壇主仍欲置雷公於死地。

## 角色
| 演員   | 角色   | 備註         |
| 劉家良 | 雷公   | 神打宗師     |
| 傅聲   | 無賴   |              |
| 劉家輝 | 地壇   |              |
| 劉家榮 | 雷勇   | 雷公之弟     |
| 惠英紅 | 方少卿 | 神打壇女弟子 |
| 小侯   | 鐵猴   | 術士壇弟子   |
| 朱鐵和 | 黑衣人 |              |
| 王清河 | 李蓮英 | 朝廷太監     |

## 獎項
| 年份 | 頒獎典禮            | 獎項         | 獲提名               | 結果 |
| ---- | ------------------- | ------------ | -------------------- | ---- |
| 1983 | 第2屆香港電影金像獎 | 最佳武術指導 | 劉家良、李擎柱、小侯 | 提名 |